# 羅紋帶狀蝸牛
羅紋帶狀蝸牛（Caucasotachea vindobonensis）是屬於腹足纲肺螺類的一种陆生蜗牛。
它的学名来源于凯尔特人的定居点文多博纳。該物種一度被劃入葱蜗牛属。後來有分子生物学家研究表示，该物种不應該劃入葱蜗牛属。 

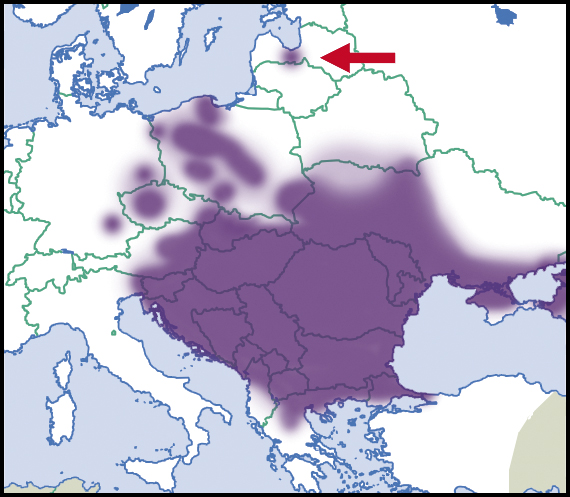
羅紋帶狀蝸牛分布範圍

該物種主要分布於黑海、潘諾尼亞平原和巴尔干半岛。2021年，有資料顯示美国纽约州和加拿大魁北克已引入了該物種。